# YouTube Vanced

YouTube Vanced（簡稱：Vanced）是一款已停產、經過修改的第三方YouTube應用程序，適用於Android系統，並內置隱藏廣告功能。該應用程序的其他功能包括屏蔽贊助商、背景播放、免費子母畫面（PiP）、AMOLED黑色主題、滑動控制亮度和音量，以及恢復YouTube影音的不喜歡（倒讚）計數功能。還開發了Vanced的YouTube Music版本。
名稱 "YouTube Vanced "源於Advanced，但去掉了 "Ad"，指的是該軟件的隱藏廣告功能。
2022年3月13日，YouTube Vanced的開發者宣布，在收到Google發出的「停止並終止信件（cease and desist letter）」後，該應用程序將終止服務，Google迫使開發者停止開發和提供下載該應用程序。雖然該應用程序將繼續為已經安裝的用戶提供服務，但該應用程序可能會在未來某個時間點停止運作，且不會有任何進一步的更新。

## 歷史
2021年6月的更新帶來了重新設計的標誌，以及修復了登錄和SponsorBlock的錯誤。

## 功能介紹

### 跳過贊助片段
YouTube Vanced阻止來自YouTube的廣告，但也使用SponsorBlock來跳過影片中的贊助商片段。

### 懸浮視窗模式
可使用彈出式視窗在桌面觀看影片。

### 背景播放
允許在後台播放影片聲音。

### 其他功能
- 強制HDR模式
- 強制VP9編解碼器
- 覆蓋最大分辨率
- 亮度和音量的滑動控制
- 像原來的YouTube應用一樣使用MicroG進行Google登錄
- 使用Return YouTube™ Dislike數據庫重新添加不喜歡(Dislike，倒讚)計數器。

## 外部
- YouTube Vanced官網 （页面存档备份，存于）
- Revanced APK （页面存档备份，存于）